# East Stone Gap
East Stone Gap East es un lugar designado por el censo ubicado en el condado de Wise en el estado estadounidense de Virginia. En el Censo de 2020 tenía una población de 537 habitantes y una densidad poblacional de 386,33 habitantes por km². Fue incluido como CDP en el censo de 2020.

## Geografía
East Stone Gap East se encuentra ubicado en las coordenadas 36°52′0″N 82°44′33″O / 36.86667, -82.74250.Según la Oficina del Censo de los Estados Unidos,  tiene una superficie total de 1,39 km², todos correspondientes a tierra firme.